# René de Knyff
Chevalier René de Knyff (ur. 10 grudnia 1865 roku w Antwerpii, zm. w 1954 roku w Paryżu) – francuski kierowca wyścigowy.

## Kariera
Po śmierci Émile Levassora w 1897 roku de Knyff został dyrektorem Panhard & Levassor. W wyścigach, które rozpoczął również w 1897 roku zawsze korzystał z samochodów Panhard. Odniósł wiele zwycięstw w wyścigach po drogach publicznych z miasta do miasta. Pierwsze takie zwycięstwo odniósł w 1898 roku w wyścigu Paryż-Bordeaux. W 1899 roku był najlepszy w Spa-Bastogne-Spa oraz Tour de France (później przemianowanym na IV Grand Prix de l'A.C.F). W sezonie 1900 wygrał trzy wyścigi: Wyścig Pau-Dax-Pau, Circuit du Sud-Ouest oraz Wyścig Nicea-Marsylia-Nicea. W kolejnych latach de Knyff nie odnosił zwycięstw. Przez dłuższą część dystansu prowadził w Pucharze Gordona Bennetta w 1902 roku, jednak na 40 km przed metą miał awarię. Rok później w tym samym wyścigu stanął na drugim stopniu podium. Po zakończeniu kariery był prezydentem Commissione Sportiva Internazionale (CSI) oraz Internazionale dello Sport Automobilistico (FISA).